# Jane Gregory
Pour les articles homonymes, voir Bredin et Gregory.
Jane Bredin épouse Gregory (née le 30 juin 1959 à Bromley, morte le 1er avril 2011 à Bath) est une cavalière britannique de dressage.

## Carrière
Gregory vient d'une famille qui n'a pas de rapport avec l'équitation. À sept ans, elle commence à apprendre à monter à cheval, se rendant chaque semaine dans un centre équestre près de chez elle dans les Cornouailles. Son premier cheval est un poney Connemara appelé Timolin, acheté pour elle par sa marraine pour 175 £. Elle rejoint le North Cornwall Pony Club, remportant la section junior des championnats du club de concours complet en 1976.
En 1979, la juge de dressage Janet Poulden lui donne la chance de participer à une épreuve nationale de dressage en tant que cavalière d'essai (première cavalière avant le peloton de départ régulier). Elle est alors découverte par le cavalier de dressage britannique David Hunt, qui se rend compte qu'elle a encore besoin de beaucoup d'aide en tant que cavalière. Gregory apprend de Hunt pendant les deux années suivantes et travaille comme entraîneur dans son écurie de 1981 à 1992.
En 1992, elle rejoint l'écurie de Suzie Cumine, qui met Cupidon à sa disposition. Sa carrière internationale débute en 1994. Cette année-là, elle participe aux Jeux équestres mondiaux. Elle atteint  27e au classement individuel et la septième place avec l'équipe britannique. Elle participe aux Jeux olympiques d'été de 1996 à Atlanta avec son cheval Cupido. Elle est 42e du classement individuel, elle est écartée de l'équipe britannique qui termine 8e de cette épreuve.
Pendant plusieurs années ensuite, elle ne participe pas à des compétitions internationales en raison de blessures du cheval, mais en 2001, elle est première au classement des petits circuits. Dans le même temps, elle emménage ses propres installations à Great Cheverell, avec son concubin depuis 1986, le cavalier de dressage hong-kongais Aram Gregory. Au CHIO d'Aix-la-Chapelle en 2005, elle est de nouveau membre de l'équipe britannique. En 2006, elle remporte le grand prix et le grand prix spécial avec le cheval Lucky Star au CDI de Munich en mai, puis le grand prix du programme libre au CDI de Mariakalnok.
Sa dernière entraîneuse est Ulla Salzgeber. Elle obtient sa qualification pour les Jeux olympiques d'été de 2008 dans l'équipe du Royaume-Uni en compagnie de Laura Tomlinson et d'Emma Hindle. Avec Lucky Star, elle prend la 30e place de l'épreuve individuelle et la 5e place de l'épreuve par équipes.
Jane Bredin épouse Aram Gregory en 2006 et participe alors avec son nom d'épouse. Alors qu'elle est en lice pour une éventuelle apparition aux Jeux olympiques de 2012, elle meurt le 1er avril 2011 des suites d'une crise cardiaque à l'âge de 51 ans.